# Aubrey Dexter
Aubrey Dexter (29 de março de 1898 — 2 de maio de 1958) foi uma atriz britânica de teatro e cinema. Ela nasceu em Londres.